# 介錯 (漫画家)
介錯（かいしゃく）は、日本の漫画家、イラストレーター。七戸輝正と太田仁による共同ペンネーム。代表作に『鋼鉄天使くるみ』、『円盤皇女ワるきゅーレ』、『神無月の巫女』など。

## 概要
『エンゼル♡ハート』でデビューし、アダルトコミック出身であるが、『鋼鉄天使くるみ』以降の商業活動は全て少年誌中心である。同人誌はその後も18禁が中心。特にレズビアン系、百合系作品が多いのが特徴。
同人誌ではセブンとレオというようにして区別されている。トークでは基本的にレオがボケ役であることが多い（ウルトラセブンとウルトラマンレオのような師弟関係ではない）。
作品がメディアミックス展開されることが多く、少女誌への進出も果たしている。登場人物が複数の作品にまたがって参加するスター・システムを採用する。
同人誌は奥付での発行元を「介錯／PROJECTハラキリ」として発行。
電撃マオウ2020年7月号より「姫神の巫女」の連載が開始された。

## 作品リスト

### 漫画
- 超絶対無敵美少女天使エンゼル・ハート（旧・エンゼル♡ハート）
- 哀天使
- 鋼鉄天使くるみ
- 魔法少女猫たると
- 円盤皇女ワるきゅーレ
- 十字架トライアングル
- 鍵姫物語 永久アリス輪舞曲
- 三銃士事件帖
- 神無月の巫女
- 京四郎と永遠の空
- ハザマノウタ
- 東京ファンタジー学園勇者科 月彩のノエル
- 絶対少女聖域アムネシアン
- 星空モノクローム（ヤングチャンピオン烈 Vol.22・23掲載）
- ユメキ
- ねこ球9
- 劇場版 機動戦士ガンダム00 -A wakening of the Trailblazer-
- 残念くのいち伝
- 虹野さん家のホワイトスワン
- 魂の美食家 ベル＆サリー
- 赤赫血物語
- 2×2
- 姫神の巫女

### 小説
- 姫神の巫女 ～千ノ華万華鏡～

### 挿絵
- 『狗狼伝承』シリーズ（新城カズマ・著、富士見書房富士見ファンタジア文庫）
- バトル・モラトリアム（淺沼広太・著、集英社スーパーダッシュ文庫）
- 皆愛し編（月・著、スクウェア・エニックスひぐらしのなく頃に 語咄し編）
- 胡蝶ノ夢 -Endless Nightmare-（aksk・著、スクウェア・エニックスひぐらしのなく頃に 語咄し編2）
- 水戸納豆カレー（だるま食品） - パッケージイラスト
- 川口オートレース場 - ポスターイラスト
- カオス上等！！誰得？俺得！（avex trax） - ジャケットイラスト
- BugBug - サン出版発行(当時、現在は辰巳出版に移籍)の雑誌。1997年7月号から翌年6月号まで表紙イラストを担当。

### ゲーム
- ラングリッサーミレニアム - キャラクターデザイン
- ラングリッサーミレニアムWS THE LAST CENTURY - キャラクターデザイン
- 虹色ドッジボール 乙女たちの青春
- カードファイト!! ヴァンガード - 「神託の女王 ヒミコ」イラスト